# کیا سورنتو
کیا سورنتو (به انگلیسی: Kia Sorento) خودرویی در کلاس شاسی بلند متوسط که امکانات نسبتا خوبی  از نسلهای اول تا جدیدترین مدل های خود داشته است(هر نسل به روز تر و بهتر ).این خودرو از سال 2002 تا به حال در حال تولید است و با توجه به استقبال خوبی که از آن شده , تولید این خودرو همچنان ادامه دارد.
از سورنتو تاکنون ۴ نسل به بازار عرضه شده‌است:
- نسل اول سورنتو تولید ۲۰۰۲–۲۰۰۹ که در کره شمالی Pyeonghwa Ppeokkuggi 2405 نامیده می‌شود.
- نسل دوم کیا سورنتو که در بازار ایران نیز وجود دارد تولید ۲۰۰۹–۲۰۱۴ می‌باشد. این خودرو در کره و چین با نام کیا سورنتو آر (Kia Sorento R) نامیده می‌شود.
- نسل سوم کیا سورنتو تولید ۲۰۱۴–۲۰۲۱
- نسل چهارم کیا سورنتو تولید ۲۰۲۱

درنهایت امسال آخرین مدل این خودرو یعنی کیا سورنتو 2022 به بازار عرضه شده است.
در سال ۲۰۰۳، کیا برند جدید شاسی بلند سورنتو را به عنوان جایگزین بزرگتری برای شاسی بلند کوچکتر اسپورتیج معرفی کرد. سورنتو طراحی شده بود تا با دیگر شاسی بلندها رقابت کند.این خودرو دارای قابلیت‌های آفرود و قیمت مناسب و معقولی می‌باشد. سورنتو ۲۰۰۴ تیپ LX اسپرت را معرفی کرد که تعدادی از تجهیزات مانند رینگ‌های آلیاژی و چند به روز رسانی مختلف در بدنه و کابین را ارائه می‌داد.
در سال ۲۰۰۵، کیا برای تیپ LX چراغ‌های جلوی خودکار هوشمند را ارائه داد و جعبه دندهٔ خودکار ۴ سرعتهٔ به روز رسانی شده را با یک جعبه دندهٔ ۵ سرعته جایگزین کرد. در سال ۲۰۰۶، کیا رینگ‌های آلیاژی را به صورت استاندارد برای همهٔ تیپ‌ها ارائه داد. سورنتو ۲۰۰۷ دارای یک موتور V6 قوی بود و پیشرفت‌های چشمگیری در کابین و بدنهٔ جدید و همچنین تجهیزات امنیتی مختلف ارائه داد. در سال ۲۰۰۸، کیا یک موتور V6 ۳٫۳ لیتری قوی‌تر با ۲۴۲ اسب بخار نیرو برای تیپ‌های ساده و LX ارائه داد. سورنتو ۲۰۰۹ نسبت به مدل سال قبلش تغییری نداشت.
در سال ۲۰۱۱، کیا طراحی مجددی برای سورنتو ارائه داد، با این طراحی مجدد سورنتو دارای یک ردیف سوم صندلی، پیشرفت‌های مختلف در کابین و بدنه و یک موتور قوی‌تر بود. به روز رسانی‌های اندکی هم برای مدل سال ۲۰۱۲ انجام گرفتند که قابل توجه‌ترین آن‌ها واسط کنترل صوتی فعال "Uvo" کیا بود. در سال ۲۰۱۳، چند به روز رسانی کوچک برای تمام تیپ‌ها انجام شدند. سورنتو مدل سال ۲۰۱۴ شاهد به روز رسانی‌هایی برای موتور و به روز رسانی‌های مختلفی در کابین و بدنه بود.
در سال ۲۰۱۶ تغییرات قابل توجهی برای چهره این خودرو رخ داد. شرکت کیا برای رقابت با خودروسازان لوکس اروپایی مانند بنز و بی ام دبلیو، اقدام به طراحی لوکس این خودرو نمود که شاید متأثر از رونمایی بنز با کلاس بدنه وانت باشد. پیشرانه این خودرو در مدلی که به ایران وارد شده‌است، ۲۴۰۰ سی سی حجم دارد که می‌تواند قدرتی معادل ۱۸۸ اسب بخار و گشتاوری معادل ۲۴۱ نیوتن متر را تولید کند. البته مصرف بالای خودرو در شهر که عددی معادل ۱۱٫۲ لیتر به ازای هر ۱۰۰ کیلومتر است و البته سواری خشک آن، شاید نظر بسیاری از خریداران را تغییر دهد.
شرکت کیا در سال ۲۰۲۰ پس از ماه‌ها انتشار تصاویر جاسوسی از خودروی کیا سورنتو که اواخر چهره آن را بدون پوشش نشان می‌داد از نسل چهارم خودروی کیا سورنتو پرده برداشت. در نسل جدید کیا سورنتو، ابعاد بزرگ‌تری نسبت به نسخه قبلی در نظر گرفته شده‌است و بیشترین افزایش طول را می‌توانیم برای فاصله بین دو محور اتومبیل بدانیم که با افزایش ۳۵ میلی‌متری همراه بوده و فضای بیشتری در اختیار سرنشینان عقب قرار می‌دهد، درحالی که سایر قسمت‌های اتومبیل افزایش تقریباً ۱۰ میلی‌متری را تجربه کرده‌اند.

## جوایز
کیا سورنتو ۲۰۱۸ جایزه ویژه ایمنی خودرو را از مؤسسه تضمین ایمنی خودروها در بزرگراه‌های ایالات متحده آمریکا دریافت کرد.
طبق گزارشی از وبسایت Motor Trend، مؤسسه تضمین ایمنی رانندگی بزرگراه ((IIHS در آمریکا که بر روی کاهش آمار تصادفات خودرو، صدمات و خسارات مالی خودروها تمرکز دارد، با انجام تحقیقات و آزمایش‌هایی بر روی خودروهای مختلف، به بررسی و معرفی خودروهای ایمن و ناایمن می‌پردازد. این مؤسسه نقش بسزایی در مهندسی و طراحی جاده‌ها، بزرگراه‌ها و همچنین اصلاح قوانین ترافیکی در آمریکا دارد. این مؤسسه پس از بررسی و پژوهش‌های بسیار دقیق، جایزه سالانه ای بنام Top Safety Pick+ به خودروهایی که برترین عملکرد و بازدهی را در خصوص ایمنی و آزمایش‌های تصادف جاده ای داشته‌اند، اعطا می‌کند.